# Xanthograpta desaica
Xanthograpta desaica là một loài bướm đêm trong họ Noctuidae.